# 57P/du Toit-Neujmin-Delporte
57P/du Toit-Neujmin-Delporte, o cometa du Toit-Neujmin-Delporte è una cometa periodica del Sistema solare, appartenente alla famiglia delle comete gioviane. Nel 2002 è stato scoperto che la cometa si è frantumata in più di 19 frammenti.

## Scoperta
La storia della scoperta della cometa risulta piuttosto complicata a causa dell'inaffidabilità delle comunicazioni durante la Seconda guerra mondiale. Daniel du Toit scoprì la cometa il 18 luglio 1941, lavorando presso l'osservatorio Boyden in Sudafrica, ma la sua comunicazione via cavo non raggiunse l'Harvard College Observatory fino al 27 luglio. Nel frattempo, durante una campagna di routine di ricerca degli asteroidi, Grigorij Nikolaevič Neujmin dell'osservatorio di Simeiz, in Crimea, individuò la cometa su una piastra fotografica esposta il 25 luglio. Confermò l'osservazione il 29 luglio, ma il suo radiogramma da Mosca impiegò 20 giorni per raggiungere Harvard. L'annuncio ufficiale della scoperta della nuova cometa risale al 20 agosto 1941. Pochi giorni dopo tuttavia divenne noto che Eugène Joseph Delporte aveva individuato la cometa il 19 agosto dall'Osservatorio Reale del Belgio, ed anche lui fu aggiunto alla lista degli scopritori.
Infine, dopo qualche altra settimana, giunse ad Harvard la comunicazione che Paul Oswald Ahnert, dell'Osservatorio di Sonneberg, in Turingia, aveva scoperto la cometa il 22 luglio, ma era troppo tardi per riconoscere il suo apporto.

## Passaggio del 1996 e successivi
Nel passaggio al perielio del 1996 la cometa è entrata in outburst, termine inglese utilizzato per indicare un repentino cambiamento nell'attività di un nucleo cometario, che conduce ad una rapida espansione della chioma. Come conseguenza di tale evento, il nucleo cometario si è frammentato, presumibilmente nei pressi del perielio del 1996.
Nel luglio del 2002 fu osservato un oggetto che seguiva la cometa sulla sua orbita. Analisi approfondite attraverso il programma NEAT della NASA hanno permesso di contare ben altri 18 componenti.